# Elegía a Ramón Sijé
La Elegía a Ramón Sijé es un poema en forma de elegía escrito por el poeta español Miguel Hernández en homenaje a su amigo y paisano Ramón Sijé, fallecido el 24 de diciembre de 1935.
Fue escrita días después y publicada en su libro El rayo que no cesa de 1936,
y está considerada una de las elegías más conmovedoras de la literatura española.
Según el profesor barcelonés Xavier Roca, es «un grito desesperado que pretende invocar la memoria del amigo».

## Contexto
Ramón Sijé fue un escritor, ensayista, periodista y abogado natural de Orihuela, al igual que Miguel Hernández, al que admiraba y con quien compartió inquietudes literarias y políticas, a pesar de sus diferentes opiniones. Sijé falleció el día de Nochebuena de 1935 víctima de una septicemia, cuando contaba solo veintidós años de edad.
Como homenaje a su amigo, Miguel Hernández escribió días después una elegía, un subgénero de la poesía lírica que designa un poema de lamentación. El poema fue incluido en el número de diciembre de la Revista de Occidente junto a otros seis sonetos, por deseo de José Ortega y Gasset (1883-1955), antes de ser incluido en el libro El rayo que no cesa.
El libro se publicó el 24 de enero de 1936, y se encontraba ya en fase de impresión cuando Miguel Hernández pidió que se le incluyera la elegía.
Después de su lectura, Juan Ramón Jiménez (1881-1958) escribió en su columna del diario El Sol en febrero de 1936:

En el último número de la Revista de Occidente, publica Miguel Hernández, el extraordinario muchacho de Orihuela, una loca elejía [sic, por elegía] a la muerte de su Ramón Sijé y 6 sonetos desconcertantes. Todos los amigos de la «poesía pura» deben buscar y leer estos poemas.
Juan Ramón Jiménez

Miguel Hernández leyó su «Elegía a Ramón Sijé» el 14 de abril de 1936 en Orihuela, en el día en que le fue dedicada una plaza a su amigo fallecido. Tres meses después estallaría la guerra civil, en la que Hernández se destacó como un activo defensor de la II República, lo que le llevó a morir en prisión en 1942.

## Texto
(En Orihuela, su pueblo y el mío, se me ha muerto como el rayo Ramón Sijé, con quien tanto quería.)

| Yo quiero ser llorando el hortelano de la tierra que ocupas y estercolas, compañero del alma, tan temprano. Alimentando lluvias, caracolas y órganos mi dolor sin instrumento, a las desalentadas amapolas daré tu corazón por alimento. Tanto dolor se agrupa en mi costado, que por doler me duele hasta el aliento. Un manotazo duro, un golpe helado, un hachazo invisible y homicida, un empujón brutal te ha derribado. No hay extensión más grande que mi herida, lloro mi desventura y sus conjuntos y siento más tu muerte que mi vida. Ando sobre rastrojos de difuntos, y sin calor de nadie y sin consuelo voy de mi corazón a mis asuntos. Temprano levantó la muerte el vuelo, temprano madrugó la madrugada, temprano estás rodando por el suelo. No perdono a la muerte enamorada, no perdono a la vida desatenta, no perdono a la tierra ni a la nada. En mis manos levanto una tormenta de piedras, rayos y hachas estridentes sedienta de catástrofes y hambrienta. | Quiero escarbar la tierra con los dientes, quiero apartar la tierra parte a parte a dentelladas secas y calientes. Quiero minar la tierra hasta encontrarte y besarte la noble calavera y desamordazarte y regresarte. Volverás a mi huerto y a mi higuera: por los altos andamios de las flores pajareará tu alma colmenera de angelicales ceras y labores. Volverás al arrullo de las rejas de los enamorados labradores. Alegrarás la sombra de mis cejas, y tu sangre se irán a cada lado disputando tu novia y las abejas. Tu corazón, ya terciopelo ajado, llama a un campo de almendras espumosas mi avariciosa voz de enamorado. A las aladas almas de las rosas del almendro de nata te requiero, que tenemos que hablar de muchas cosas, compañero del alma, compañero. 10 de enero de 1936 |

## Estructura
Esta elegía está estructurada por quince versos endecasílabos encadenados, y su rima es consonante. Está compuesto por quince estrofas, la última de las cuales es un serventesio formado por cuatro versos en vez de tres y rompe con la estructura del poema. Se trata de la parte del amigo que se pierde y que quiere dejar patente con solo once sílabas que repiten un verso del inicio.

## Versiones
- El poema fue musicalizado en 1972 por Joan Manuel Serrat (1943-) dentro de su álbum Miguel Hernández.
- En 1976, el grupo andaluz Jarcha incluyó en el disco Libertad sin ira un recitado musical de la elegía.
- En 1977, Enrique Morente y Pepe Habichuela hicieron una adaptación flamenca del mismo poema en un disco.
- En 1977, Manolo Sanlúcar incluyó una pieza instrumental con el mismo título en su álbum ...Y regresarte, dedicado a Miguel Hernández.
- En 2014, Silvia Pérez Cruz y Raül Refree (Raúl Fernández Miró) hicieron una nueva adaptación a partir de la versión de Morente en su álbum Granada.
- En 2023, el grupo de rock alternativo Arde Bogotá utilizó en directo la elegía a Ramón Sijé como puente al interpretar su tema «La salvación», que el propio grupo definió como una elegía.[4]